# Pistolet Cobra Raven
Cobra Raven (Cobra CA) – współczesny, amerykański pistolet samopowtarzalny kalibru 7,65 lub 9 mm. Przeznaczony do skrytego przenoszenia i samoobrony.

## Opis
Cobra Raven jest bronią samopowtarzalną. Zasada działania automatyki oparta na odrzucie zamka swobodnego. Bezpiecznik nastawny znajduje się na obu stronach szkieletu.
Cobra Raven jest zasilana ze wymiennego, jednorzędowego magazynka pudełkowego o pojemności 6 (7,65 mm) lub 5 (9 mm) naboi, umieszczonego w chwycie. Zatrzask magazynka znajduje się u spodu chwytu.
Lufa gwintowana.
Przyrządy celownicze mechaniczne, stałe (muszka i szczerbinka). Pistolet Cobra Raven jest wykonany ze stali. Okładki chwytu z tworzywa sztucznego lub drewniane.